# Pistolet Astra 900
Astra 900 – hiszpański pistolet samopowtarzalny (produkowany również w wersjach automatycznych).
Astra 900 była produkowana w latach 1927–1933. Do jej użytkowników należała hiszpańska policja oraz chińska armia (w 1928 roku dostarczono jej 8000 tych pistoletów). Poza wersją 900 produkowane były wersje 901, 902, 903 i 904 wyposażone w przełącznik rodzaju ognia umożliwiający strzelanie seriami.
Z uwagi na wygląd zewnętrzny Astra 900 jest uważana za kopię  Mausera C96, jednak budowa wewnętrzna, oraz technologia wykonania poszczególnych elementów świadczą, że jest to pogląd niesłuszny.